# آن فرانسواز روتكوفسكي
آن فرانسواز روتكوفسكي (بالإنجليزية: Anne-Françoise Rutkowski)‏(من مواليد 25 يونيو 1970) هي عالمة نفس فرنسية وأستاذة إدارة المعلومات: التأثير على التنظيم والأعمال والمجتمع في كلية الاقتصاد والإدارة في جامعة تيلبورغ. اشتهرت بعملها في التعاون الافتراضي.

## روابط خارجية
- جامعة آن فرانسواز روتكوفسكي تيلبورغ